# Chang Kai-chen
Chang Kai-chen (chin. trad. 张凯贞, chin. upr. 張凱貞, pinyin Zhāng Kǎizhēn; ur. 13 stycznia 1991 w Taoyuan) – tajwańska tenisistka, profesjonalistka od 2007 roku.

## Kariera
Zwyciężczyni szesnastu turniejów z cyklu ITF: sześciu w grze pojedynczej oraz szesnastu w grze podwójnej. W rozgrywkach cyklu WTA trzykrotnie dochodziła do finałów gry pojedynczej. W konkurencji gry deblowej pięciokrotnie zwyciężała w turniejach tej rangi.
Najwyżej w singlowym rankingu WTA została sklasyfikowana 5 lipca 2010 roku – na 82. pozycji.

## Finały turniejów WTA
| Legenda                     | Legenda |
| --------------------------- | ------- |
| Wielki Szlem                |         |
| Igrzyska olimpijskie        |         |
| WTA Tour Championships      |         |
| 2009 – 2020                 |         |
| WTA Premier Mandatory       |         |
| WTA Premier 5               |         |
| WTA Premier                 |         |
| WTA International Series    |         |
| WTA 125K series (2012–2020) |         |

### Gra pojedyncza 4 (0-4)
| Końcowy wynik | Nr | Data                 | Turniej  | Nawierzchnia    | Przeciwniczka       | Wynik finału     |
| ------------- | -- | -------------------- | -------- | --------------- | ------------------- | ---------------- |
| Finalistka    | 1. | 14 października 2012 | Osaka    | Twarda          | Heather Watson      | 5:7, 7:5, 6:7(4) |
| Finalistka    | 2. | 4 listopada 2012     | Tajpej   | Dywanowa (hala) | Kristina Mladenovic | 4:6, 3:6         |
| Finalistka    | 3. | 2 sierpnia 2015      | Nanchang | Twarda          | Jelena Janković     | 3:6, 6:7(6)      |
| Finalistka    | 4. | 20 listopada 2016    | Tajpej   | Twarda (hala)   | Jewgienija Rodina   | 4:6, 3:6         |

### Gra podwójna 8 (5-3)
| Końcowy wynik | Nr | Data                 | Turniej      | Nawierzchnia    | Partnerka        | Przeciwniczki                             | Wynik finału          |
| ------------- | -- | -------------------- | ------------ | --------------- | ---------------- | ----------------------------------------- | --------------------- |
| Zwyciężczyni  | 1. | 17 października 2010 | Osaka        | Twarda          | Lilia Osterloh   | Shūko Aoyama Rika Fujiwara                | 6:0, 6:3              |
| Zwyciężczyni  | 2. | 4 marca 2012         | Kuala Lumpur | Twarda          | Chuang Chia-jung | Chan Hao-ching Rika Fujiwara              | 7:5, 6:4              |
| Zwyciężczyni  | 3. | 3 sierpnia 2012      | Waszyngton   | Twarda          | Shūko Aoyama     | Irina Falconi Chanelle Scheepers          | 7:5, 6:2              |
| Finalistka    | 1. | 4 listopada 2012     | Tajpej       | Dywanowa (hala) | Wolha Hawarcowa  | Chan Hao-ching Kristina Mladenovic        | 7:5, 2:6, 8–10        |
| Zwyciężczyni  | 4. | 3 marca 2013         | Kuala Lumpur | Twarda          | Shūko Aoyama     | Janette Husárová Zhang Shuai              | 6:7(4), 7:6(4), 14–12 |
| Finalistka    | 2. | 9 listopada 2014     | Tajpej       | Dywanowa (hala) | Chuang Chia-jung | Chan Hao-ching Chan Yung-jan              | 4:6, 3:6              |
| Zwyciężczyni  | 5. | 2 sierpnia 2015      | Nanchang     | Twarda          | Zheng Saisai     | Chan Chin-wei Wang Yafan                  | 6:3, 4:6, 10–3        |
| Finalistka    | 3. | 20 listopada 2016    | Tajpej       | Twarda (hala)   | Chuang Chia-jung | Nateła Dzałamidze Wieronika Kudiermietowa | 6:4, 3:6, 5–10        |